# Kivu Lacus
Kivu Lacus es un pequeño lago de hidrocarburos de Titán. Fue descubierto por la sonda Cassini y tiene aproximadamente 77.5 km de diámetro. El lago se encuentra cerca del polo norte de Titán y recibe su nombre del lago Kivu, en la República Democrática del Congo y Ruanda. En 2012, Cassini detectó un destello infrarrojo en el lago. Su aspecto sugería olas.